# 外国語類音同義語一覧 (人名)
外国語類音同義語一覧（人名） は、諸外国語版のウィキペディアを閲覧する際、あるいは外国語運用上の助けとなることを目的とするリストである。特に代表的なもの、あるいは知っておく必要性が高いものを随時追加していく。

## ファーストネーム

### A-E
- Andrew（英 アンドルー、慣用：アンドリュー） - André（仏 アンドレ） - Andreas（独 アンドレアス）  - Andrea（伊 アンドレア）- Андрей（露 アンドレイ）
  - アンデレ
- Arthur（英 アーサー） - Arthur（仏 アルテュール） - Arthur, Artur（独 アルトゥール） - Artù, Arturo（伊 アルトゥ、アルトゥーロ）
- August, Augustus（英 オーガスト、オーガスタス） - Auguste（仏 オーギュスト） - August（独 アウグスト） - Augusto（伊 アウグスト） - Augusto（西 アウグスト）
- Augustine（英 オーガスティン） - Augustin（仏 オーギュスタン） - Agustin（西 アグスティン） - Agostino（伊 アゴスティーノ） - Augustinus（羅 アウグスティヌス）
- Bernard（英 バーナード） - Bernard（仏 ベルナール） - Bernhard（独 ベルンハルト） - Bernardo（伊 ベルナルド）
- Clara, Clare（英 クララ、クレア） - Claire（仏 クレール） - Klara（独 クララ） - Chiara（伊 キアーラ）
- Charles（英 チャールズ） - Charles（仏 シャルル） - Karl（独 カール） - Carlo（伊 カルロ） - Carlos（西 カルロス）

### F-L
- Ferdinand（英 ファーディナンド） - Ferdinand（仏 フェルディナン） - Ferdinand（独 フェルディナント） - Ferdinando（伊 フェルディナンド） - Fernando（西 フェルナンド）
- Frederick（英 フレデリック）- Frédéric（仏 フレデリック） - Friedrich（独 フリードリヒ） - Federico（伊 フェデリコ） - Federico（西 フェデリコ）
- George（英 ジョージ） - Georges（仏 ジョルジュ） - Georg（独 ゲオルク） - Giorgio（伊 ジョルジョ） - Jorge（西 ホルヘ）
  - ゲオルギウス
- Henry（英 ヘンリー） - Henri（仏 アンリ） - Heinrich（独 ハインリヒ） - Enrico（伊 エンリコ） - Enrique（西 エンリケ）
- James（英 ジェイムズ） - Jacques（仏 ジャック） - Giacomo（伊 ジャコモ） - Jaime（西 ハイメ）
  - ヤコブ
- John（英 ジャン、慣用：ジョン） - Jean（仏 ジャン） - Johann, Johannes, Hans（独 ヨハン、ヨハネス、ハンス） - Giovanni（伊 ジョヴァンニ） - Juan（西 フアン）- Иван（露 イヴァン＞イワン）
  - ヨハネ
- Laurence（英 ローレンス） - Laurent（仏 ローラン） - Lorenz（独 ローレンツ） - Lorenzo（伊 ロレンツォ） - Lorenzo（西 ロレンソ）
- Lewis, Louis（英 ルイス） - Louis（仏 ルイ） - Ludwig（独 ルートヴィヒ） - Ludovico（伊 ルドヴィーコ） - Luis（西 ルイス）
- Luke（英 ルーク） - Luc（仏 リュック） - Lukas（独 ルーカス） - Luca（伊 ルカ） - Lucas（西 ルカス）
  - ルカ

### M-P
- Mary（英 メアリー） - Marie（仏 マリー） - Maria（独 マリア） - Maria（伊 マリーア）
- Michael（英 マイケル） - Michel（仏 ミシェル） - Michael（独 ミヒャエル） - Michele（伊 ミケーレ） - Miguel（西 ミゲル）- Михаил（露 ミハイル）
  - ミカエル
- Patrick（英 パトリック） - Patrick, Patrice（仏 パトリック、パトリス） - Patrizio（伊 パトリツィオ） - Patricio（西 パトリシオ）
- Paul（英 ポール） - Paul（仏 ポール） - Paul（独 パウル） - Paolo（伊 パオロ） - Pablo（西 パブロ） - Павел（露 パーヴェル）
  - パウロ
- Peter（英 ピーター） - Pierre（仏 ピエール） - Peter（独 ペーター） - Pietro（伊 ピエトロ） - Pedro（西 ペドロ） - Пётр（露 ピョートル）
  - ペトロ

### R-Z
- Richard（英 リチャード） - Richard（仏 リシャール） - Richard（独 リヒャルト） - Riccardo（伊 リッカルド） - Ricardo（西 リカルド）
- Robert（英 ロバート） - Robert（仏 ロベール）- Robert（独 ロベルト） - Roberto（伊 ロベルト）
- Sophia, Sophie（英 ソフィア、ソフィー） - Sophie（仏 ソフィ） - Sophia, Sophie（独 ゾフィア、ゾフィー） - Sofia（伊 ソフィア）
- William（英 ウィリアム） - Guillaume（仏 ギヨーム） - Wilhelm（独 ヴィルヘルム） - Guglielmo（伊 グリエルモ） - Guillermo（西 ギリェルモ）

## 個人名
- Mao Zedong（英 マオツェドン） - 毛澤東 / 毛泽东（Máo Zédōng, 中 マオズォードン）- 毛沢東（日 モウタクトウ）